# Desecration Smile
«Desecration Smile» es una canción de la banda de rock estadounidense Red Hot Chili Peppers de su álbum doble de 2006 "Stadium Arcadium". Esta canción tuvo en su origen una primera versión más lineal, sin un cambio abrupto de estrofa a coro, además, el coro era más bajo, acomodado a la voz de Kiedis; sin embargo, la decisión final fue de cambiarlo a como se escucha en el disco, de alguna forma con un sonido más pop para convertirse en sencillo. Esta primera versión fue tocada en vivo en 2004 en un show en los Estados Unidos y fue grabada por algún fanático. Actualmente es un sencillo lanzado internacionalmente, el cuarto del álbum.
La canción es una balada melódica con uso de una guitarra acústica.

## Formatos de lanzamiento
sencillo en CD 1 5439 19997-9
1. «Desecration Smile»
2. «Joe» (Previously Unreleased) – 3:54

sencillo en CD 2 9362 49991-9
1. «Desecration Smile»
2. «Funky Monks» (Live) – 6:29
3. «Save This Lady» (Previously Unreleased) – 4:17

Promo Single PR016186
1. «Desecration Smile» (Álbum Versión)
2. «Desecration Smile» (Radio Edit)

7" picture disc 5439 19997-6
1. «Desecration Smile»
2. «Funky Monks» (Live) – 6:29

## Videoclip
Un video fue filmado y lanzado el 12 de febrero del 2007, dirigido por Gus Van Sant, quien ya había colaborado con Red Hot Chili Peppers en el videoclip de "Under the Bridge". Fue filmado en una sola toma en donde aparecen los miembros de la banda abrazados juntos y cantando.
Hay otra versión del video consistente en varias tomas de ellos abrazados intercaladas con imágenes de la banda tocando sus respectivos instrumentos.
- Datos: Q739530